# 공작령
공작령(公爵領)은 공작이 지배하는 영역을 말한다. 독일과 이탈리아처럼 중앙 집권화가 근대에 이르기까지 부진했던 지역에서는 공작령이 주권을 가진 국가로서 유지되기도 하였다. 하지만 잉글랜드, 프랑스, 스페인과 같이 중세 시대에 국가 통일이 된 나라에서는 공작령은 왕국의 일부 지역에 불과했다.

## 같이 보기
- 공작
- 공국
- 봉건제
- 백작령